# أغبلاغ طغامين (طغامين)
أغبلاغ طغامین (بالفارسية: آغبلاغ طغامین) هي قرية تقع في إيران في قسم طغامین الريفي. يقدر عدد سكانها بـ 468 نسمة بحسب إحصاء 2016.